# Tokugawa Ieshige

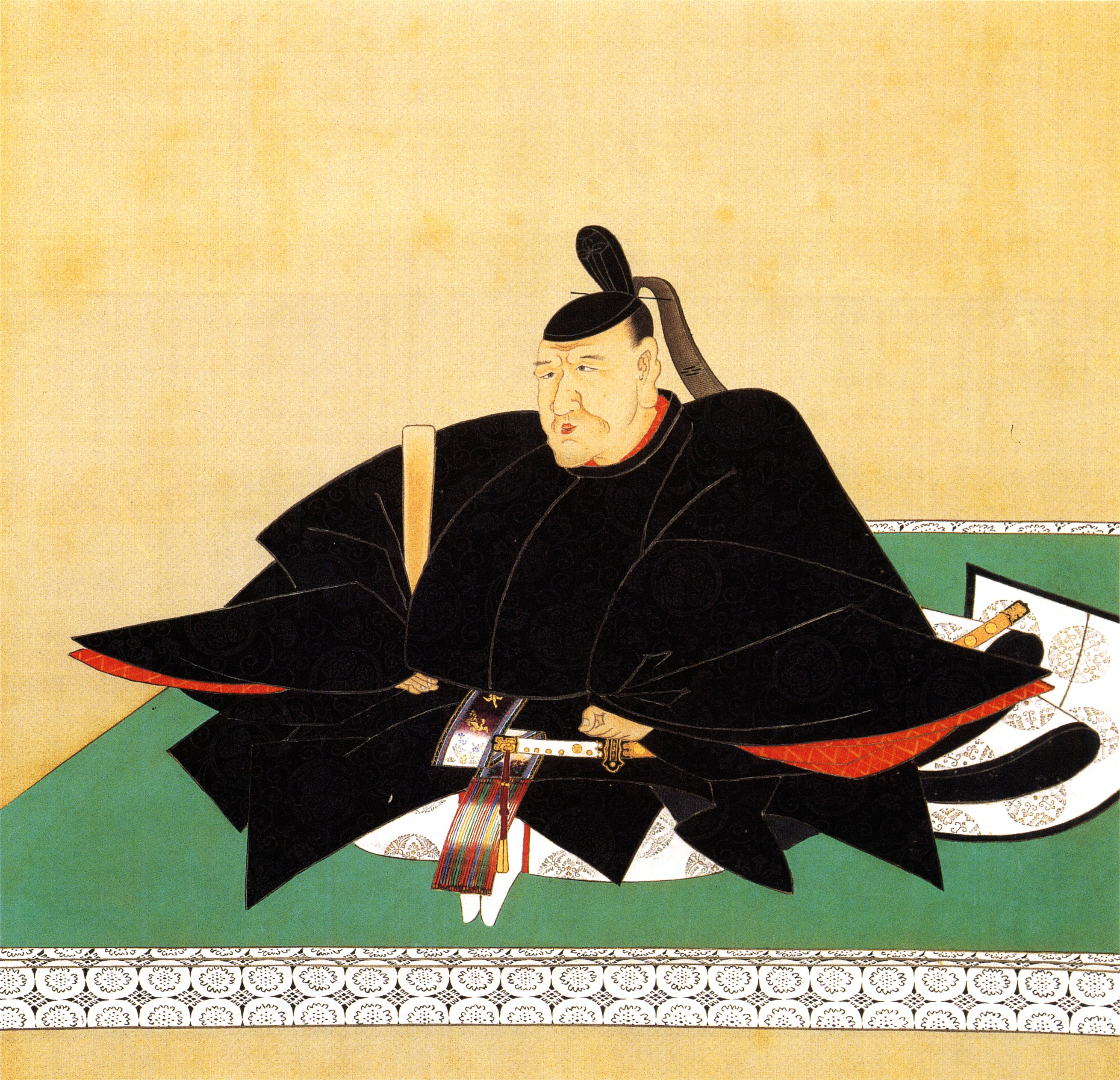
Tokugawa Ieshige in klassischer Hoftracht

Tokugawa Ieshige (徳川家重; * 28. Januar 1712 in Akasaka, Edo; † 13. Juli 1761) war von 1745 bis 1760 der 9. Shōgun der Edo-Zeit in Japan.

## Lebensweg
Tokugawa Ieshige war der älteste Sohn von Tokugawa Yoshimune, der nach seinem Rücktritt am 24. November 1745 im Hintergrund als Ōgosho noch mitregierte. Seine Mutter, die Osuma no kata (お須磨の方), eine Tochter von Okubo Tadanao, gebar ihn in der hauptstädtischen Residenz des Kii-Han im Stadtteil Akasaka. In der Kindheit wurde er Nagatomimaru (長福丸) genannt. Seine Volljährigkeitsfeier (gempuku) hatte der von Geburt an kränkliche 13-jährige im Jahr 1725. Als Familienoberhaupt war er Herr des Kii-Han, mit einem Einkommen von 550.000 koku.
Im Gegensatz zu seinem Vater war der bei Amtsantritt 34-jährige zum Regieren wenig geeignet. Hinsichtlich seiner Nachfolge war es zum Streit gekommen, da seine jüngeren Brüder offensichtlich kompetenter waren. Zudem war er ein starker Stotterer. In späteren Jahren gelang es Ōoka Tadamitsu (1709 – 9. Juni 1760), die Regierung vollkommen zu dominieren, da er vorgab, als einziger die Aussprache Ieshiges zu verstehen und seinen Willen kundzutun. Ieshige war an der Amtsführung nicht wirklich interessiert. Bereits im ersten Jahr wurden außer dem Tairō Hotta sämtliche Ratgeber seines Vaters ausgewechselt. Die Kyōhō-Reformen des Yoshimune wurden nicht fortgesetzt. Steuererhöhungen, die die Missernte 1755 wesentlich mitverursachten, führten zu häufigen Aufständen.
Beim sogenannten Hōreki-Zwischenfall 1757 störten sich das Bakufu und der Kampaku an den Lehren des Takenouchi Shikibu, der die Lehre des Chu-hsi auslegte und mit dem Shintō verschmelzen wollte. Er wurde deshalb bis 1758 einsperrt, danach aus der Hauptstadt verbannt. Ebenso wurden 17 Hofadlige (kuge) degradiert und hingerichtet oder verbannt.

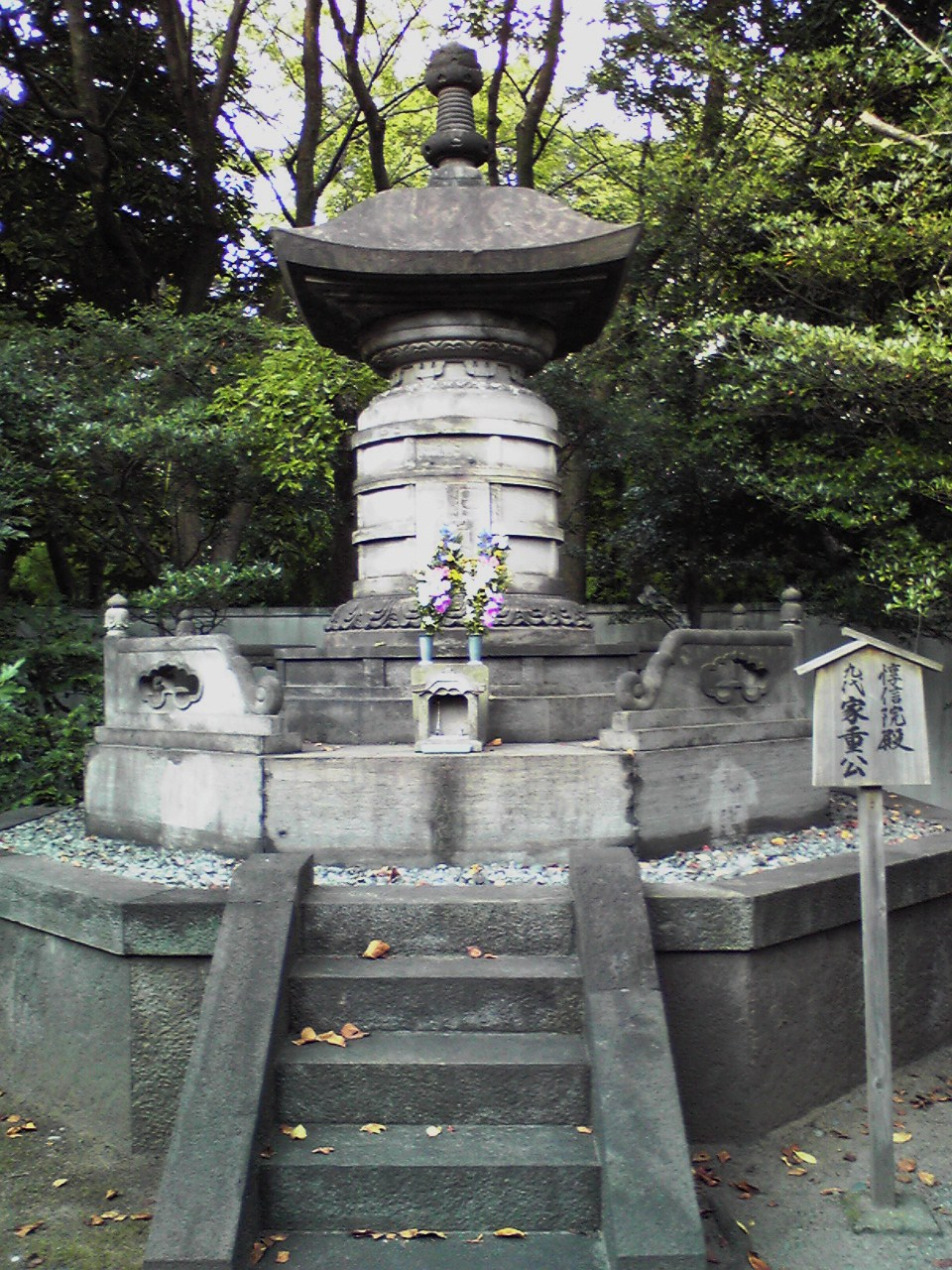
Tokugawa Ieshiges Grabstele auf dem Friedhof des Zōjō-ji

Ieshige trat am 25. Juni 1760, zwei Wochen nach dem Tod Ōokas, zugunsten seines Sohnes Ieharu zurück und starb im Juli des folgenden Jahres. Sein Grab befindet sich im Zōjō-ji (Shiba); postum wurde ihm der Name Junshin-in verliehen. Vom Hofe erhielt der Verstorbene wie üblich den wirklichen ersten Hofrang und den Titel eines Großkanzlers.
Ieshige war Shōgi-Spieler und schrieb ein Buch darüber.
Seine Überreste wurden 1958 exhumiert und bis 1960 wissenschaftlich untersucht. Es zeigte sich, dass er Blutgruppe A und verformte Zähne hatte.

## Familie
Die Nachfahren seiner jüngeren Brüder bildeten zwei der drei Nebenlinien (Go-sankyō) des Hauses Tokugawa:
- Tokugawa Munetake (1715–71), Stammvater der Tayasu
- Tokugawa Munenobu (1721–64), Stammvater der Hitotsubashi

sein zweiter Sohn
- Tokugawa Shigeyoshi begründete den Shimizu-Zweig

Seine Hauptfrau war die Nami-no-miya, Tochter des kaiserlichen Prinzen Fushimi-no-miya Kuninaga (伏見宮邦永親王). Seine zweite Frau Okō (於幸), die im Gefolge der Ersten an den shogunalen Hof gelangt war, wurde die Mutter seines Sohnes und Nachfolgers Ieharu. Eine dritte Frau war die Anjō-in (安祥院) aus dem Hause der Miura. Er adoptierte auch eine kaiserliche Prinzessin.